# Rubicon (tidskrift)
Rubicon var en rollspelstidskrift som gavs ut av Lancelot Games i tio nummer mellan februari 1989 och juni 1991. Tidskriften föregicks av ett fanzin med samma namn som kom ut med ett nummer per år mellan 1986 och 1988 - eller som redaktionen skämtade: ”Rubicon utkommer med 1T6 nummer per år, och kan ni tänka er sicken otur, vi slog en etta i år igen, precis som 1986 och 1987”.
Namnet är taget efter den historiskt berömda floden Rubicon och tidskriftens motto var alea iacta est ("tärningen är kastad") efter Julius Caesars berömda uttalande, en ordlek som anspelar på tärningskasten i rollspel.
Till skillnad från den samtida konkurrenten Sinkadus var innehållet bredare och behandlade mer än bara Lancelot Games produkter (till exempel Cyberpunk 2020).
Åke Rosenius rollspelsrelaterade skämtserie Rosenius handbok i överlevnad fick sin premiär i Rubicon nummer 3 (då under namnet Rubicons handbok i överlevnad).

## Medverkande
Många författare och illustratörer ur rollspels-Sverige medverkade i Rubicon under tidskriftens korta utgivningstid. Bland dessa kan nämnas Anders Blixt, Mikael Stenmark, Håkan Jonsson, Magnus Seter, Tomas Arfert, Åke Rosenius, Dag Stålhandske, Anders Gillbring, Theodor Paues och Stefan Nagy.

## Nummerförteckning
- Rubicon 1, februari 1989
- Rubicon 2, juni 1989
- Rubicon 3, november 1989
- Rubicon 4, februari 1990
- Rubicon 5, april 1990
- Rubicon 6, juni 1990
- Rubicon 7, augusti 1990
- Rubicon 8, oktober 1990
- Rubicon 9, februari 1991
- Rubicon 10, juni 1991